# Alterf
Alterf (lambda Leonis) is een ster in het sterrenbeeld Leeuw (Leo).
Men diene Alterf niet te verwarren met de ster Altarf in het sterrenbeeld Kreeft.

## De omgeving van Alterf
Een halve graad ten westen van Alterf is het sterrenstelsel NGC 2885 te vinden. Iets minder dan anderhalve graad ten oosten van Alterf bevinden zich de drie sterrenstelsels NGC 2929, NGC 2930, en NGC 2931. Een halve graad ten noorden van deze drie is het sterrenstelsel NGC 2927 te vinden. Driekwart graad ten westnoordwesten van Alterf bevindt zich het sterrenstelsel NGC 2896. Anderhalve graad ten zuiden van Alterf is het sterrenstelsel NGC 2903 te vinden, met een driekwart graad ten westnoordwesten daarvan het sterrenstelsel NGC 2916.